# Badminton bei den World Masters Games
Badminton gehört bei den World Masters Games zu den 15 Kernsportarten, die ständig im Programm der Spiele stehen.

## Austragungen
| Jahr | Austragungsort              | Land               |
| ---- | --------------------------- | ------------------ |
| 1985 | Toronto                     | Kanada             |
| 1989 | Aalborg, Aarhus und Herning | Dänemark           |
| 1994 | Brisbane                    | Australien         |
| 1998 | Portland (Oregon)           | Vereinigte Staaten |
| 2002 | Melbourne                   | Australien         |
| 2005 | Calgary                     | Kanada             |
| 2009 | Sydney                      | Australien         |
| 2013 | Turin                       | Italien            |
| 2017 | Auckland                    | Neuseeland         |
| 2025 | Taipeh                      | Taiwan             |